# Neoscleropogon flavifacies
Neoscleropogon flavifacies är en tvåvingeart som först beskrevs av Macquart 1850.  Neoscleropogon flavifacies ingår i släktet Neoscleropogon och familjen rovflugor. Inga underarter finns listade i Catalogue of Life.